# Sărăturile Murighiol
Sărăturile Murighiol alcătuiesc o arie protejată de interes național ce corespunde categoriei a I-a IUCN (rezervație naturală strictă de tip avifaunistic și floristic), situată în județul Tulcea pe teritoriul administrativ al comunei Murighiol.

## Localizare
Aria naturală se află în partea central-estică a județului Tulcea (în partea vestică a Deltei Dunării, aproape de Brațul Sfântu Gheorghe), pe teritoriul sud-vestic al satului Murighiol, lângă drumul județean (DJ222C) care leagă localitatea Murighiol de satul Plopul.

## Descriere
Rezervația naturală cu o suprafață de 87 ha. a fost declarată arie protejată prin Legea Nr.5 din 6 martie 2000, publicată în Monitorul Oficial al României, Nr.152 din 12 aprilie 2000 (privind aprobarea Planului de amenajare a teritoriului național - Secțiunea a III-a - zone protejate) și este inclusă în Parcul Național Delta Dunării (rezervație a biosferei) aflat pe lista patrimoniului mondial al UNESCO.

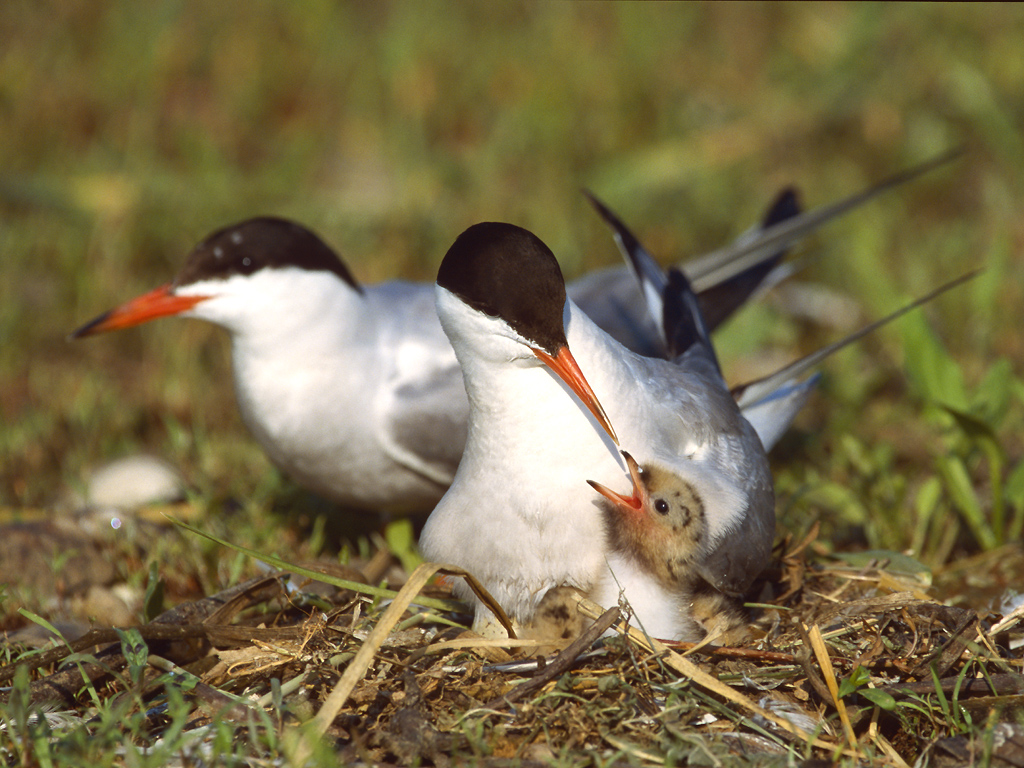
Chiră de baltă (Sterna hirundo)

Aria naturală reprezintă o zonă umedă (lacuri, bălți, pajiști sărăturate, păpuriș, stufăriș) ce adăpostește și asigură condiții de hrană și cuibărire pentru păsări migratoare, de pasaj sau sedentare, cu specii de: chiră de baltă (Sterna hirundo), prundaș de sărătură (Charadrius alexandrinus), piciorong (Himantopus himantopus), lebădă de iarnă (Cygnus cygnus, barză albă (Ciconia ciconia), pelican comun (Pelecanus onocrotalus), stârc purpuriu (Ardea purpurea) și rață roșie (Aythya nyroca), buhai de baltă (Botaurus stellaris) sau erete de stuf (Circus aeruginosus).
În arealul rezervației naturale este semnalată prezența unor specii de  plante (rare sau protejate prin lege) de sărătură, dintre care: Paronychia cephalotes și Koeleria lobata. 

## Atracții turistice
În vecinătatea rezervației naturale se află mai multe obiective de interes turistic (lăcașuri de cult, monumente istorice, situri arheologice, arii protejate, zone naturale), astfel:
- Biserica ortodoxă cu hramul „Sf. Gheorghe”, construcție 1878-1883[7]
- Mănăstirea și castrul roman Halmyris
- Situl arheologic de la Murighiol (așezare din epoca medievală, așezare rurală din epoca romană, așezare getică)
- Situl arheologic „Ghiolul Pietrei”